# Jonathan Silveira
Jonathan Silveira, vollständiger Name Jonathan Darío Silveira Sosa, (* 19. März 1996 in Montevideo) ist ein uruguayischer Fußballspieler.

## Karriere
Der 1,86 Meter große Offensivakteur Silveira steht mindestens seit der Saison 2014/15 im Kader der Profimannschaft von Liverpool Montevideo. In jener Zweitligaspielzeit debütierte er am 21. März 2015 bei der 2:3-Auswärtsniederlage gegen Central Español in der Segunda División, als er von Trainer Alejandro Apud in der 84. Spielminute für Gonzalo Sena eingewechselt wurde. Bis zum Saisonende, an dem sein Verein in die höchste uruguayische Spielklasse aufstieg, absolvierte er zwei Zweitligaspiele. Einen Treffer erzielte er nicht. In der Erstligasaison 2015/16 wurde er einmal (kein Tor) in der Primera División eingesetzt. Zudem kam er in vier Partien (ein Tor) der Copa Libertadores Sub-20 2016 zum Einsatz. Den Wettbewerb beendete die Mannschaft nach der 0:1-Finalniederlage gegen den FC São Paulo als Zweitplatzierter.

## Erfolge
- Zweiter der Copa Libertadores Sub-20: 2016